# Бёвра
Бёвра (норв. Bøvra, также Bøvri или Bøvre) — река в норвежской губернии Иннландет, в муниципалитете Лом, крупнейший приток реки Утта (норв. Otta). Площадь водосборного бассейна составляет около 836 км². Название реки происходит от слова со значением «бобр».
Реку питает выводной ледник Бёвербреен (норв. Bøverbreen), являющийся частью ледника Смёрстаббреен (норв. Smørstabbreen). Она берёт начало в небольшом озере Бёверватн (норв. Bøvervatnet) на высоте 1357 метров над уровнем моря, откуда течёт на север с незначительным уклоном к востоку и впадает в озеро Бёвертунватн (норв. Bøvertunvatnet); длина этого участка реки составляет 10,9 км. Покинув озеро, Бёвра устремляется на северо-восток, вскоре принимая текущую с запада реку Хойя (норв. Høya). Южнее в том же северо-восточном направлении протекает река Лейра (норв. Leira); длина русла Бёвры от озера до места впадения в неё Лейры составляет 19,44 км. Далее река течёт на северо-восток ещё 22,21 км, принимая текущую с юга Вису (норв. Visa) и впадая в образованное расширением течения реки Утта озеро Ским (норв. Skim), на высоте около 363 метров над уровнем моря.